# Methylphenobarbital
Methylphenobarbital (Handelsname in den USA Mebaral) ist ein Barbiturat. Chemisch betrachtet ist es ein racemisches Barbitursäure-Derivat.

## Rechtsstatus
Methylphenobarbital ist in der Bundesrepublik Deutschland aufgrund seiner Aufführung in der Anlage 3 BtMG ein verkehrsfähiges und verschreibungsfähiges Betäubungsmittel. Der Umgang ohne Erlaubnis oder Verschreibung ist grundsätzlich strafbar. Weitere Informationen sind im Hauptartikel Betäubungsmittelrecht in Deutschland zu finden.
International fällt Methylphenobarbital unter die Konvention über psychotrope Substanzen.